# Tubulipora ventricosa
Tubulipora ventricosa is een mosdiertjessoort uit de familie van de Tubuliporidae. De wetenschappelijke naam van de soort is voor het eerst geldig gepubliceerd in 1855 door Busk.